# Adolf Heinrich von Arnim-Boitzenburg
Adolf Heinrich Graf von Arnim-Boitzenburg (10 de abril de 1803 - 8 de enero de 1868) fue un estadista alemán. Sirvió como el primer Ministro-Presidente de Prusia durante diez días durante la Revolución de 1848.

## Biografía
Arnim nació en la capital prusiana, Berlín. Siendo el hijo del político y diplomático  Friedrich Abraham Wilhelm von Arnim (1767-1812) y de su esposa Georgine von Wallmoden-Grimborn (1770-1859),  hija del mariscal de campo del Ejército Hannoveriano Johann Ludwig von Wallmoden-Gimborn, por lo que se presume era nieta del rey Jorge II de Gran Bretaña. Sus padres se divorciaron cuando él tenía tres años de edad.
Finalizados sus estudios en Berlín y Göttingen en 1825, se unió al regimiento prusiano de Ulanos de la Guardia como voluntario y después ingresó en el servicio civil en Kammergericht. En 1830, fue nombrado funcionario del Landrat en el distrito de Uckermark. En 1833, se convirtió en vicepresidente del gobierno de la región pomerana de Stralsund. Un año después, asumió el puesto de presidente en la región de Aix-la-Chapelle (Aachen), y a partir de 1838 en Merseburg, Sajonia. En 1840 se convirtió en gobernador (Oberpräsident) del Gran Ducado de Posen.
En 1842 Arnim fue llamado de vuelta a Berlín para ser nombrado Ministro del Interior. Sin embargo, dimitió en 1845. Sus planes de esbozar una Constitución Prusiana llegaron a su fin por el rey Federico Guillermo IV. Cuando estalló la Revolución de Marzo en 1848, se pidieron de nuevo sus servicios. A partir del 19 de marzo de 1848, actuó como el primer ministro-Presidente Prusiano y Ministro de Exteriores. Sin embargo, dimitió de nuevo a los pocos días después de que el rey eligiera ponerse él mismo a la cabeza del movimiento revolucionario.
Miembro del Landtag provincial de Brandeburgo desde 1839, Arnim entre el 18 de mayo y el 10 de junio de 1848 fue representante por Prenzlau en el Parlamento de Fráncfort y también fue miembro del efímero Parlamento de la Unión de Érfurt en 1850. Perteneció a la recién fundada Cámara de Representantes Prusiana y a partir de 1849 se unió a la Cámara de los Señores de Prusia del Parlamento Prusiano.
Arnim es conocido hasta este día por sus comentarios como Ministro del Interior Prusiano durante la era del Vormärz en relación con el poema de Heinrich Heine Los Tejedores de Silesia. Los versos fueron publicados en el diario semanal Vorwärts! después de unos disturbios en 1844 en la Provincia de Silesia, que después también inspiró el drama Los tejedores por Gerhart Hauptmann. En un informe al rey Federico Guillermo IV describió el poema de Heine como "un discurso a los pobres entre la población, en un tono incendiario y lleno de declaraciones criminales" ("eine in aufrührerischem Ton gehaltene und mit verbrecherischen Äußerungen angefüllte Ansprache an die Armen im Volke"). Subsiguientemente, la Real Kammergericht Prusiana prohibió el poema que en 1846 llevó a una sentencia de prisión a una persona que se atrevió a recitarlo públicamente.
Arnim-Boitzenburg falleció a sus 64 años, el 8 de enero de 1868 en su finca familiar, el Castillo de Boitzenburg, ubicado en la región de Brandeburgo, Prusia (actual Alemania). No se conoce información detallada sobre las causas de su fallecimiento. Su entierro se realizó en la Erbbegräbnisstätte derer von Arnim, una capilla funeraria familiar situada en el parque del castillo, construida en 1887. Esta capilla también es conocida como el "Templo de los Leones" debido a las esculturas de leones que adornan su entrada.